# Žaludok

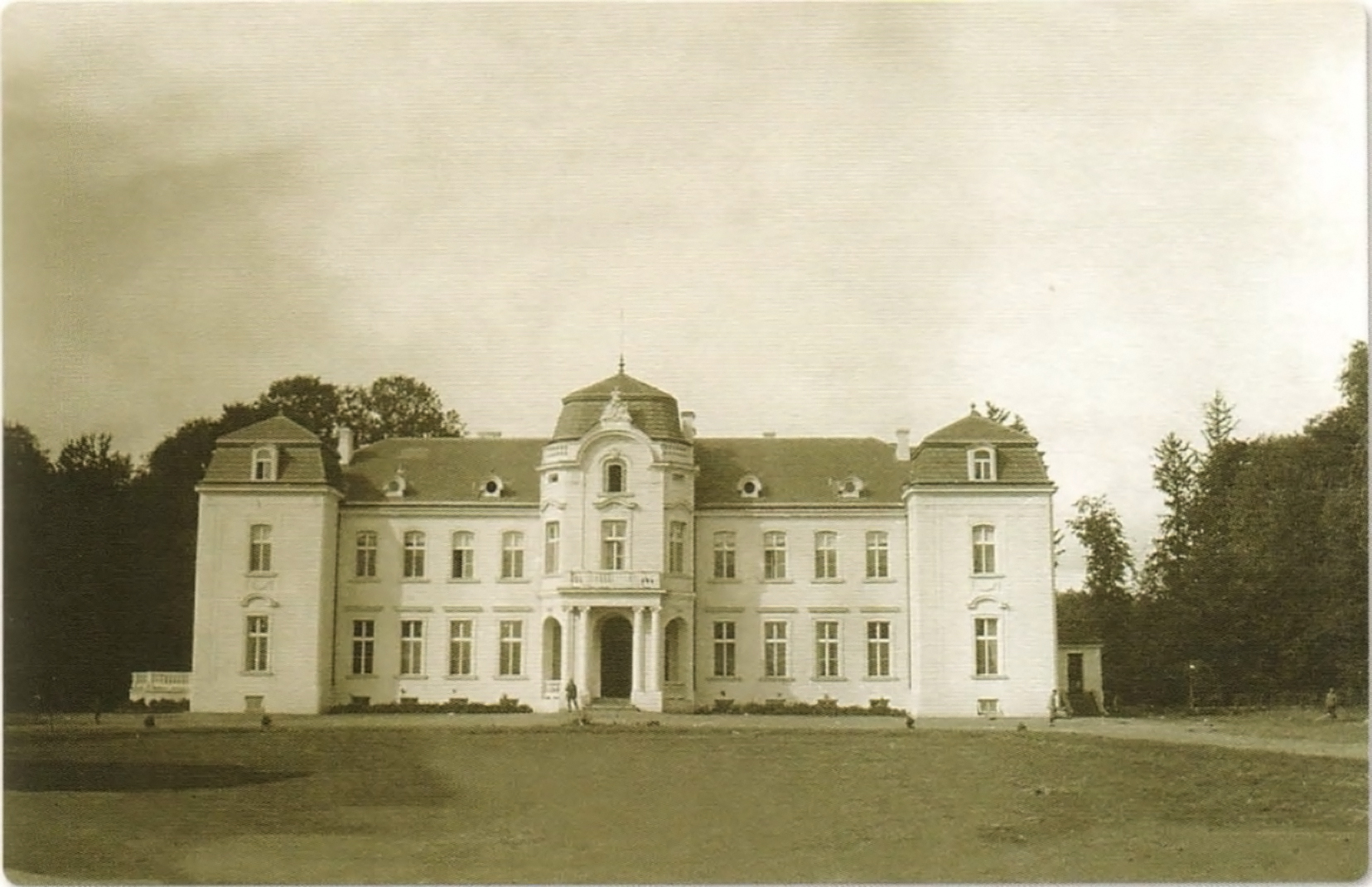
Zámek Czetwertyńských před rokem 1914

Žaludok (bělorusky Жалудок) je sídlo městského typu v Bělorusku. Nachází se ve Ščučynském rajónu Hrodenské oblasti a má přibližně 1300 obyvatel (2010).

## Historie
První zmínka o obci pochází z druhé poloviny patnáctého století, v roce 1486 je již Žaludok zmiňován jako městečko. Tehdy patřil do Litevského velkoknížectví, v roce 1795 po třetím dělení Polska se stal součástí Ruského impéria a po polsko-sovětské válce se v roce 1921 stal znovu součástí Polska. Od sovětské invaze do Polska v roce 1939 byl součástí SSSR (Běloruská SSR) a od roku 1991 patří do nezávislého Běloruska.

## Demografie
- 1861 - 581 osob
- 2. polovina 19. století - 674 osob.
- 1897 - 1860 osob[2]
- 1909 - 1969 osob
- Podle sčítání lidu z roku 1921 obývalo Žaludok 1552 lidí, z toho 994 (64 %) byli Poláci, 538 (35 %) Židé a 19 (1 %) Bělorusové. Judaismus vyznávalo 1053 obyvatel města, katolicismus 467, pravoslaví 31 a jeden obyvatel byl protestant.
- 2006 - 1500 osob
- 2007 - 1400 osob
- 2008 - 1400 osob

## Pamětihodnosti
- Kostel Nanebevzetí Panny Marie z roku 1854
- Zámek a park. Neobarokní zámek z roku 1908 postavil Vladimír Czetwertyński podle návrhu architekta Władysława Marconiho. Dnes je zámek i s okolím opuštěný a postupně chátrá.